# エル・カント・デル・ロコ
エル・カント・デル・ロコ (El Canto del Loco 2000年 - ) はスペイン、マドリードで結成されたポップ･ロック・バンド。

## メンバー
- ダニ・マルティン (Dani Martín 1977年2月9日 - ) ：ボーカル
- ダビド・オテロ (David Otero 1980年4月17日 - ) ：ギター、キーボード
- チェマ・ルイス (Chema Ruiz 1978年3月9日 - ) ：ベース

ボーカリストのダニは俳優としても活動していて、多くのドラマや映画に出演している。また、サッカー選手のフェルナンド・トーレスの友人でもあり、彼らのヒット曲のひとつ「Ya nada volverá a ser como antes」のビデオクリップでは共演している。

## 経歴
- 2003年 MTVヨーロッパ・ミュージック・アウォーズ、最優秀スペイン・グループ 受賞。
- 2004年 オンダス賞、最優秀ライブ・アーティスト 受賞。
- 2005年 MTVヨーロッパ・ミュージック・アウォーズ、最優秀スペイン・グループ 受賞。
- 2005年 オンダス賞、最優秀スペイン・アーティスト 受賞。
- 2006年 プレミオス・デ・ラ・ムシカ、最優秀ポップ・アルバム、最優秀コンサート・ツアー(オンブレス・ヘと共に) 受賞。

## ディスコグラフィ
- 2000年 El Canto del Loco
- 2002年 A Contracorriente
- 2003年 Estados de Ánimo
- 2005年 Zapatillas
- 2008年 Personas